# Landesamt für Denkmalpflege Schleswig-Holstein

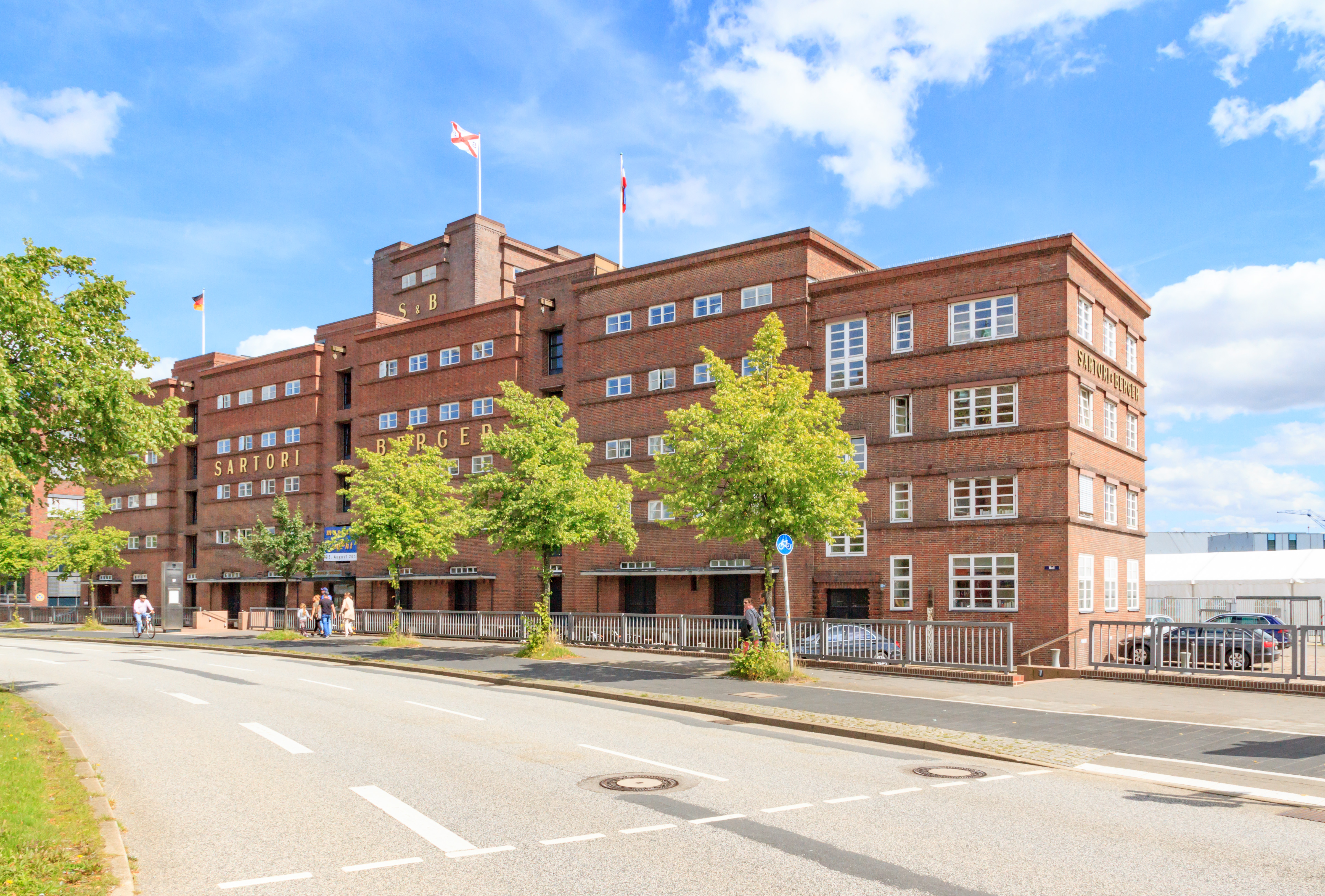
Sitz des Landesamtes im ehemaligen Sartori-Speicher

Das Landesamt für Denkmalpflege Schleswig-Holstein ist als Ober- und Fachbehörde zuständig für den Schutz und die Pflege von Kulturdenkmalen im ganzen Bundesland Schleswig-Holstein mit Ausnahme der Hansestadt Lübeck und den archäologischen Denkmalen. Sein Sitz ist seit 2003 der historische Sartori & Berger-Speicher in der Kieler Innenstadt. 

## Geschichte
Die staatliche Denkmalpflege in Schleswig-Holstein blickt auf eine über hundertjährige Tradition zurück. 1893 wurde Gymnasialoberlehrer Richard Haupt zum zunächst ehrenamtlichen Provinzialkonservator berufen. Er hatte bereits in den Jahren 1886 bis 1890 die Bestandsaufnahme der Bau- und Kunstdenkmäler im Lande vorgenommen. Damit war die amtliche Denkmalpflege etabliert. Ihr Augenmerk galt den herausragenden Kunst- und Geschichtsdenkmälern im öffentlichen und kirchlichen Besitz. Unter dem Nachfolger Ernst Sauermann, gleichzeitig Direktor des Provinzialmuseums in Kiel, entwickelte sich das Amt ab 1924 zu einer kleinen Behörde. Die Pflege von Denkmälern bürgerlicher und bäuerlicher Kultur kam hinzu. 
Nach dem Zweiten Weltkrieg wurde das Landesamt für Denkmalpflege gebildet und 1958 ein Denkmalschutzgesetz verabschiedet. Seit den 1970er Jahren erfolgte eine Ausweitung des Aufgabengebiets auf Zeugnisse des Städtebaus und der Alltagskultur. 1993 kam die Gartendenkmalpflege hinzu, mit der Novellierung des Denkmalschutzgesetzes 1996 die Erhaltung und Pflege kulturlandschaftsprägender Elemente und Denkmalbereiche, 2012 die technischen Kulturdenkmale.
2003 zog das Landesamt vom Kieler Schloss in den ehemaligen Sartorispeicher am Wall um. Neben dem Amtsleiter sind 16 Beschäftigte in der Behörde tätig (Stand Ende 2021).

## Landeskonservatoren
- Richard Haupt (1893–1924)
- Ernst Sauermann (1924–1947)
- Peter Hirschfeld (1947–1963)
- Hartwig Beseler (1963–1985)
- Johannes Habich (1985–1998)
- Michael Paarmann (1998–2019[3])
- Udo Bode (2019[3]–2021[4])
- Michael Fornahl (2021[4]–2022[5])
- Philip Seifert seit (1. Juli 2022[5])